# Digononemertes australiensis
Digononemertes australiensis är en djurart som tillhör fylumet slemmaskar, och som beskrevs av Gibson 1990. Digononemertes australiensis ingår i släktet Digononemertes och familjen Emplectonematidae. Inga underarter finns listade i Catalogue of Life.